# Nu-Skool Breaks
Als Nu-Skool Breaks, auch Nu-Breaks, bezeichnet man eine Breakbeat-Variante. Diese Musikrichtung wurde, wie viele andere Breaks-Richtungen, in England geboren. Nu-Skool Breaks als Begriff tauchte zum ersten Mal 1998 auf, als Tayo, Adam Freeland und Rennie Pilgrem eine Partyserie namens „Friction“ im Londoner Club „Bar Rhumba“ starteten. Etwa zur gleichen Zeit schickte der noch junge Adam Freeland sein Label „Marine Parade“, benannt nach einer Straße in Brighton, an den Start.

## Die Anfänge
Mitte der 1990er Jahre begannen die Chemical Brothers und Fatboy Slim einen neuen Sound zu kreieren. Das Neue daran: Anders als bei den meisten zu dieser Zeit populären Genres wie Techno, House oder Trance, verwendeten sie Beats, die nicht in jedem Viertel eines Taktes einen Bassschlag beinhalten. Die Basstrommel (Bassdrum) ging also nicht voll durch den Takt, sondern setzte innerhalb eines Taktes aus. Von hier darf auch die Bezeichnung Breakbeat abgeleitet werden. Die in dieser Zeit entstandene Musik wird als Big Beat bezeichnet. Bereits 1998 erreichte die Welle ihren Höhepunkt, was Produzenten wie DJs in England veranlasste, nach neuen Richtungen und Klängen Ausschau zu halten. Viele fanden ihr Glück im sich neu formierenden Genre „Nu-Skool Breaks“. Diverse etablierte Künstler (Terminalhead, BLIM, BT etc.) konnten sich mit der Musikrichtung identifizieren und steuerten erste wegweisende Releases zur noch jungen Stilrichtung bei.

## Heute
Manche sehen Nu-Skool Breakbeat als Ganzes, jedoch lassen sich grundsätzlich einige Grundvarianten definieren.

### Digitale „technoide“ Breaks
Einflüsse aus Trance und Techno dominieren diesen Part. Verarbeitet werden oft Klänge und Synthesizer-Sounds, die wenig an irgendwelche realen Instrumente erinnern – abgesehen von den Drums. Vocals und Stimmen sind meist durch digitale Filter bearbeitet und verfremdet. Es wird beim Hören im Allgemeinen ein ruhigeres Gefühl vermittelt. Oft bezeichnen diese Richtung manche als Electro. Tatsächlich verschwimmen die Grenzen beider Genres manchmal in den Arbeiten der Produzenten und DJs.
Typische zugehörige Musikproduzenten sind Adam Freeland, Evil 9, Meat Katie, Christian J, Koma & Bones, Funk Senator, General MIDI, Hybrid.
Typische zugehörige Labels sind Marine Parade, Kingsize, Chi Recordings, Streetwise, Distinctive, Thursday Club Recordings.

### Analoge „housige“ Breaks
Elemente des Acid, House und Funk finden sich hier vorwiegend wieder. Die Anordnung der Drums gleicht oft der des Drum and Bass. Dadurch wird dieser Stil mehr als tanzbar und aggressiv empfunden. Viel wesentlicher als beim „digitalen“ Pendant werden Stimmen und Gesänge beim Hören wahrgenommen. Zudem sind auch reale Instrumente viel öfter in Verwendung. Analoge Breaks behielten im Laufe der Zeit ihre Ähnlichkeit mit der Ur-Form Big Beat. Manche DJs aus der House-Szene verwenden solche Breaks zur Erweiterung ihrer DJ-Sets.
Typische zugehörige Musikproduzenten sind Plump DJs, Krafty Kuts, Meat Katie, Jammin, Stanton Warriors, Boogie Army, Funk Senator, Cedric Benoit & Matsa, Layo & Bushwacka.
Typische zugehörige Labels sind Finger Lickin’, Against the Grain, Lab-rok, Bingo Beats, Bingo Soul, Botchit & Scarper (vereinzelt), 697 Recordings, Skint.

### Sonstige Formen
Wie so oft bei elektronischen Musikarten entwickelten sich zahlreiche Subgenres. So gibt es zum Beispiel auch eine vom Tempo her schnellere Art der Nu-Breaks, deren Sounds und Drums aggressiver gestaltet werden. Aquasky vs Masterblaster, DJ Quest, Breakfastaz und Distorstionz veröffentlichen auf Labels wie Passenger, Against the Grain, Cyberfunk oder Shadowcryptic solche Nummern.
Die Vocals und Gesänge stammen manchmal von Reggae und Dancehall MCs.

## Popularität
In seinem Ursprungsland Großbritannien genießen Nu-Skool Breaks große Beliebtheit. Weitaus größer ist die Beachtung jedoch in Australien, dem eigentlichen Mekka für Breakbeat und Südspanien, wobei in Australien eher Funky Breaks bevorzugt werden, während in Südspanien die schnelle und härtere Spielart vorherrscht. Weitere nennenswerte Szenen existieren in Europa mit Ausnahme von Ungarn nicht. Jedoch gibt es in praktisch allen Europäischen Ländern eine wachsende Zahl von Anhängern.